# とらいあんぐるハート3 〜Sweet Songs Forever〜
『とらいあんぐるハート3 〜Sweet Songs Forever〜』は、ivoryが制作しJANISから2000年12月8日に発売された18禁恋愛アドベンチャーゲーム作品である。
キャッチフレーズは「守りたいもの、ありますか？」

## 概要
シリーズ第3作。平凡な学園生活や擬似家族空間を強調していた前作までと異なり、本作では古流剣術を修めた学生剣士という少々浮世離れした性格のキャラを主人公に据え、前作まではサブ要素であった「戦い」を前面に押し出したシナリオとなっている。それと同時に有名声優や、人気音楽ユニットI'veを起用し、恋愛ゲームという観点からは今までとはいくぶん違った方向性の作品となった。しかし攻略可能ヒロインのほとんどが幼馴染や居候であることや、本作でも前作までの登場キャラと関係性の深いヒロインが登場することもあり、前作のメインであった人と人との繋がりや暖かな擬似家族空間は本作でも重要な要素を占めている。
本作から、ゲーム中に存在する選択肢の一部に「サクラ大戦シリーズ」に見られるような制限時間や時間差による選択肢追加システムが導入され、またバッドエンド等の他エンドを迎えた際の救済措置およびおまけコーナーとして劇中キャラがエンディングの解説を行う「エンディング講座」が導入された。

## ストーリー
高町恭也は風芽丘学園生であり、小太刀二刀御神流の師範代。恭也を取り巻く人々、美由希、晶、レン、忍、フィアッセ、那美…。恭也が果たすべき約束と、守るべき人とは…?

## 登場人物

### 主人公
高町 恭也（たかまち きょうや）
声：黒崎和弥（DVD EDITIONのおまけシナリオ『とらハ外伝3』）/緑川光（サウンドステージ、OVA）
身長 - 176cm、体重 - 69kg、血液型 - O型。。
『とらハ3』本編の主人公、美由希・なのはの兄。私立風芽丘学園3年G組。古武術「永全不動八門一派・御神真刀流小太刀二刀術（以下御神流）」の師範代。父・士郎は御神流の剣士で、彼が桃子と再婚して高町家の婿養子になるまでは、不破姓を名乗っていた。シリーズ屈指のハードボイルドな半生の歩み手で、しかも武者修行で全国を旅していたため留年しており、同級生の赤星勇吾や月村忍より1歳年上との裏設定がある。年のわりに非常に老成しており、趣味は釣りと盆栽と昼寝。料理の才能は並程度だが味覚が鋭く、義母・桃子に試食係をさせられているうちに甘味にトラウマを持ってしまった。普段は無口で無愛想だが、割といたずら好きであり、しばしば美由希となのはをからかう事がある。また、己にも他人にも厳しいが、なのはや好きになった相手にはとことん甘い一面も見せる。さらに、長年厳しい剣術の訓練を行ったためか全身には無数の生傷が絶えない。真夏でも長袖を着込んでいるが、これは両腕の傷跡を隠すためである。
上述の通り、彼の半生は極めて過酷なもので、士郎の内縁の妻、夏織との間に私生児として生まれるも数日で捨てられ、母の情を知らぬまま士郎と武者修行と称して各地を放浪する旅を続けることになる。6歳の時にテロ組織「龍（ロン）」（『とらハ1』にも登場）によって御神宗家が爆弾テロに遭って潰滅、父の結婚で高町姓を名乗るようになってつかの間の安息も得るが、士郎もまた爆弾テロによって失ってしまう。その結果、御神流唯一の男剣士になってしまった事と、父亡き後の高町家を護る重責がのしかかる様になり、強さを求めるが故に無茶な鍛錬をした結果、交通事故に遭って膝に完治不可能な重傷を負ってしまう。ある程度は再起したものの、その後さらに2回重傷を負って膝をさらに痛めてしまった事もあり、恭也自身は剣士としての完成はないと思った結果、その夢を美由希に託す。それ以降、美由希が無事に一人前の剣士として大成する事を新たな生き甲斐にするようになり、美由希がかつての自分と同じように無理をして体を壊してしまう事を何よりも心配し、自分達の忠告を無視して強引に鍛錬に没頭する美由希を殴り倒す事もあった。また、恭也自身も初めは膝の完治を諦めていたが、フィアッセ・クリステラの紹介で知り合ったフィリス矢沢の治療によって完治への希望が開け、リハビリを重ねた結果少しずつ回復。最後は彼女の強い薦めで手術を決断し、『とらハ3OVA』の頃には奇跡的に完治を果たした。同時に、御神流の一流剣士である叔母・美沙斗から剣の指導を受け始め、恭也自身も再び一人前の剣士になるための訓練を再開した。どこか達観としてほとんど笑わない冷めた性格が形成されてしまった理由としては、いかに効率よく殺すかのみが追求され、銃器が通用せず自動人形ですら倒せる御神流の中でも暗殺を家業する不破家の出である事が深く彼の心にのしかかっているからとも言える。しかしこうした性格面における闇の部分は、自分と同じく影を持つ人間に対して偏見を持たずすんなり受け入れられる良い方向に作用する事が多く、高校3年の春に忍と知り合った際、しばらくたって彼女から吸血鬼と告白された時も、すぐに忍の暗い内面も受け止める事ができた。結果として忍の登場はお互いにとって最大の理解者が現れた事となり、二人の性格に好影響をもたらす事に繋がった。同時に性格も徐々に円くなり、自分にも他人にも気を配れる余裕ができ始めた。忍とは知り合って以来、友達以上恋人未満の関係を続けていたが、これは己の出自や人間的未熟さから、恋人として忍を抱きとめる資格があるかどうかと長いこと葛藤していたためである。そんな関係に対し周囲（特に桃子とリスティ）のお膳立てがあり、公式には大学3年の秋に忍に告白することで恋仲に発展、やがて婿養子として月村家に入ることが確定するので、生涯2度も苗字が変わるという、男としては珍しい経験をすることになる。
高町 なのは（たかまち なのは）
声：北都南
誕生日 - 3月15日（うお座）、身長 - 129cm、体重 - 24kg、血液型 - AB型。
おまけシナリオ『花咲くころに会いましょう』及び、続編『とらいあんぐるハート3 リリカルおもちゃ箱』の主人公。恭也・美由希の妹。私立聖祥大学付属小学校2年生。物心ついた時から機械いじりが好きで、高町家の中で一番機械の扱いに長けている。高町家ヒエラルキーのトップらしい。平和主義で戦う力を持たないが、周りの喧嘩や暴力に厳しく、すぐに喧嘩に走る晶とレンをよく叱っている。自分に向けられる敵意におびえたり、美由希と美沙斗の模擬試合を直視出来なかったりと、普段は比較的おとなしい少女だが、ここぞと言う時の押しの強さや行動力、剣幕の強さは桃子譲りである。3本編では攻略できないが、本編のおまけシナリオやアニメ版なのはの原型たる『リリカルおもちゃ箱』では主人公に昇格。本作中では感じるままに行動する無邪気で自然体な幼い妹という側面が強い。まだ漠然とではあるが母のようになって「翠屋」を継ぎたいと思っており、料理番組を欠かさず熱心に見ている。早い時間に眠たくなって朝遅くに起きてくる、いわゆる寝ぼすけさんである。
実は企画の初期段階では恭也の妹は転生した七瀬が務める予定であり、高町なのはというキャラクターは存在していなかった。しかし後に、『ラブラブおもちゃ箱』で掘り下げていた七瀬のキャラクター性を尊重して恭也の妹に転生させることを取りやめ七瀬の性格を下地にしつつも設定を変更し、攻略を視野に入れないかわいく幼い、本当に純粋に実の妹をコンセプトとした「普通に真面目で優しい子」の新キャラクター、高町なのはが誕生することとなった。事前人気投票では非攻略ながらも非常に高い人気を誇り、第3位を獲得した。
- 魔法少女リリカルなのは

私立聖祥大学付属小学校3年生。本作のヒロイン。平和な日常を送っていたが、ある日拾った赤い宝石・レイジングハートの導きと、リンディ・ハラオウンの嘆願により、魔法少女をやることになってしまう。人の記憶を吸い取って力にするイデアシードを回収する目的を持つが、その記憶をめぐって、クロノと対立することになる。だが魔法少女の仕事とは別にクロノと出会い、彼が記憶を集めている少年とは同一人物だと気づかないまま、彼と「友達」になり、次第に恋へ落ちていく。本編中では一部選択肢にもよるが、クロノにじゃれついたり甘えたりと女の子らしく恋愛に対してそれなりに積極的な一面を見ることができる。クロノに恋したことを切っ掛けに、早起きして朝食作りを習ったり、晶とレンをあまりはしたなく叱りつけることが無くなって、徐々に女性らしいふるまいに目覚めていった。その影響は後の『おまけシナリオ 3外伝』や『3OVA』でも見ることができる。
歳相応に無邪気に感情を体で表していた前作と異なり、冒頭の宿題の作文で「なのはもさすがに分別ざかり」と自ら書いているように、本作では人生についていろいろ考えるなど多少大人びた面を見せている。アリサとの別れを経て「悲しい記憶は、それが大切なことだったからこそ悲しい」という信念を持っており、それがイデアシードを巡ってクロノと対立していた理由であった。最終話ではイデアシードを自身に用いてひとり犠牲になろうとするクロノを一心に説得し、大いなる災い「ヒドゥン」にクロノとともに対峙する。なのはとクロノの協力でイデアシードを用いることなくヒドゥンの撃退に成功し、無事に帰還を果たすが次元災害の撃退という大きな負荷によりレイジングハートは力を使い果たして永久停止してしまい、なのはの中の魔法の力も時とともに薄れていった。全13話構成の第8話の段階ですでにクロノへの好意を抱いていたのだが、その気持ちを明確に「好き」という言葉にしたのは最終話で二人に別れが訪れるその時であった。離れている間もその気持ちを一途に持ち続け、クロノとの再会後は恋する少女としてよりいっそう積極的に振る舞うようになっていた。なお、不破の遺伝子の効果のためか成長後の15歳時における設定では胸は小さめであることがクロノのモノローグから読み取れる。都築真紀の公式ホームページにもそれを示唆するコメントがある。別れ際にクロノとリンディにそれぞれリボンを渡すが『3外伝』や『3OVA』の時点ではまだツインテールを続けており、またクロノとの再会時には髪をサイドポニーに纏めている。
アニメ版と同じく精神年齢はかなり高いが、こちらでは達観した観点を持ったり凛々しい雰囲気を纏うこともなく、魔法少女となった後も等身大のいたって普通の女の子である。

### メインキャラクター
高町 美由希（たかまち みゆき）
声：児玉さとみ
誕生日 - 11月25日（いて座）、身長 - 161cm、体重 - 46kg、スリーサイズ - 84/58/86、血液型 - A型。。
恭也の妹、なのはの姉。私立風芽丘学園1年。恭也から御神流を教わっている。御神流正当継承者候補。乱視気味で眼鏡をかけているが剣を握るときは外す。普段はぼんやりとした性格で、似たタイプの神咲那美とは特に仲が良い。暇なときはジャンル問わず多数の本を濫読する文学少女であるとともに刀オタクと言われるほど重度の刀剣マニア。なお、料理は食べられるものが一切作れず、高町家の人間では唯一、厨房に入れない。実は高町家とは直接の血の繋がりはなく、正確には恭也、なのはにとって父方の従姉妹にあたる。剣士としては天賦の才があるものの、もの覚えが悪く『とらハ3』時点では未完成の原石だが、恭也の厳しくも丁寧かつ気の行き届いた鍛錬により徐々に御神の剣士としての階段を上がっていく。
旧姓は御神美由希。天才剣士と言われた父・静馬と、不破家の出である母・美沙斗との間の一人娘。3歳の時、高熱を発して母と病院に行った隙に御神宗家が爆弾テロで壊滅してしまい、事情により伯父である士郎の養女となった際、美沙斗は美由希を捨てたと言付けた。これは美由希が母を恋しがらないようにとの美沙斗なりの一定の配慮であったが、結局、士郎は桃子に相当責められた上に美由希自身も長い事、美沙斗を憎む結果に繋がってしまう。不破姓を経由し高町姓を名乗るようになった頃は（美緒が美由希を輪に引き込む形ではあったが）、たまに『とらハ2』の陣内美緒とも遊んだごく普通の少女だったが、士郎の死を機に御神流の鍛錬を開始。ある時友人に御神の技を見せたとき、通常の剣道とあまりに違いすぎるその技を「卑怯」と罵られたことで友達を作ることにも臆病になり、鍛錬のみに明け暮れる没交渉な生活を送るようになっていった。那美と親友になったのは、素がどこかぽややんとしたところが似ている事のほか、お互いの抱える人には言えない事情を共有できた事が預かって大きい。「龍」がフィアッセたちを襲撃した事件の際、決死の覚悟で美沙斗を説得して和解、しばらくして恭也から御神流の皆伝が認められた後は、離れていた時間を埋めるが如く母を慕って海鳴と香港を往復する生活を送る。美沙斗も美由希をスピードで恭也を上回る剣士として完成させ、『とらハ3OVA』の頃に独り立ちする。『とらハ3』発売直前に行われた事前人気投票では第6位。
フィアッセ・クリステラ
声：長崎みなみ（セリフ）KOTOKO（歌）
誕生日 - 1月24日（みずがめ座）、身長 - 160cm、体重 - 49kg、血液型 - O型、スリーサイズ - 93/60/90。
日本語に堪能なイギリス生まれの歌手。喉の事情で歌手は休業中。治療のため在日しており、現在は喫茶店「翠屋」でチーフウェイトレスとして働いている。高町家とは幼少時より家族ぐるみの付き合いで、恭也、美由希とは幼馴染の間柄。日本に来て仲がより一層深まり、高町家における長女のような位置づけになっている。母・ティオレは世界的歌手、父・アルバートはイギリス上院議員と超VIP。しかし本人は庶民感覚に染まっている。剣術を磨く美由希と同様、ティオレの技術と魂を正しく受け継ごうとしている。実は恭也達の父、士郎が死んだ事件と深い関わりをもち、彼女の心の傷となっている。
実はHGSでコードナンバーはAS-30。保有するフィンは黒い翼で名称は「ルシファー」。しかし、その能力は食事などで得るカロリーを消費する仁村知佳やリスティ槇原と異なり内在的な生命力を消費するもので、用いれば用いるほど生命の危機に陥る不安定なもの。そのため通常は転送能力「アポート」以外は用いることはないが、ある時、転落しかけた友人を救うために能力を使ってしまい代償として喉を痛めてしまったのである。また、士郎はフィアッセの命を救う代償として殉職したが、その事は高町家の家族以上に彼女の心に深い傷として残った。黒い翼もあり自らを呪われた存在と思い込んで塞ぎこんでしまい、HGSとしての能力まで暴走する有様だったが、そんな時たまたま椎名ゆうひが留学し、彼女によって再び生きる勇気を与えられたのである。もともと子供の頃に遊び半分冗談半分とは言え、恭也と婚約までしたことがある。しかし、恭也にとって自らは姉でしかなく、そして忍の登場で恭也の関心が移ってしまったことを早い段階で悟っていた。『3OVA』内でも再びメインヒロインに抜擢され物語のキーとしてフィアッセの結婚が取り上げられるが、同時にすでに恭也の相手は忍で確定されており本編中では高町家の長女的ポジションが押し出される形となっている。事前人気投票では見事、堂々の第1位の栄冠に輝いた。
城島 晶（じょうしま あきら）
声：鳥居花音
誕生日 - 4月22日（おうし座）、身長 - 152cm、体重 - 43kg、血液型 - B型、スリーサイズ - 66/50/70。
私立海鳴中央2年。家庭の事情により高町家に居候。空手道場に通い修行中。恭也を慕っており師匠と呼ぶ。運動大好き成績も優秀で文武両道。1歳年下で居候仲間のレンとは根本的な価値観の違いから、事あるごとにケンカして、なのはにたしなめられるのが日常茶飯事。しかし決して仲が悪い訳ではなく、むしろお互いに本音を言い合える無二の親友である。レンと共に高町家の料理担当で、日本料理が得意。しかしボーイッシュなショートヘアで、一人称は「俺」と男言葉で会話し、女物の服を極度に嫌い同級生の男子と遊ぶ様は下手な男よりも少年らしく、恭也に「これで、女の子でさえなかったら」などと呟かせるばかりか、本人も男に生まれたかったといってはばからない。修行の一環で恭也に襲いかかることがあるが、その性格上から奇襲は苦手。幼少期は両親の不仲が原因で現在からは想像できないほど荒んだ性格をしており、高い運動能力を持て余した事もあって孤立していたが、高町家に住み込むようになってから徐々に刺々しさが取れ、本来の明るく快活な人柄を取り戻した（なお、現在では両親の仲も修復し、わだかまりも解けている）。事前人気投票では第9位（最下位）。『リリカルおもちゃ箱』のミニシナリオでは、美緒から「萌えっぽい設定がない」「外見と性格があまりに男っぽい」と指摘されてしまい、ひどく落ち込んでしまった。
鳳 蓮飛（ふぉう れんふぇい）
声：岩城由奈
誕生日 - 4月22日（おうし座）、身長 - 142cm、体重 - 33kg、血液型 - B型、スリーサイズ - 59/43/63。
私立海鳴中央1年。通称「レン」。中国人と関西人のハーフで、母親の影響で関西弁で話すが、本人は横浜中華街の出身。中華レストランチェーンの展開に伴う両親の海外赴任により親交のあった高町家に下宿している。武術の才能は高く、特に鍛錬もしていないのに中国拳法を使いこなし、戦法の相性の悪さもあいまって晶を一方的に叩きのめしている。その一方で普段はのんびり屋で何もなければ日向ぼっこをしており、晶に「カメ」と罵られる（対してレンは晶を「おさる」と言い返す）。普段のケンカ仲間ぶりとは別に、晶と共に高町家の料理を任されており、こちらは中華料理が得意。経済観念は主婦そのもので、それが原因で大雑把な買い物をする晶とは毎日のように衝突する。
生まれつき体が弱く、よく病院へ通っている。傍目重篤には見えない彼女が通院しているのは先天性の心疾患が理由で、本編開始時点では通常生活に支障がない程度の体力は付いたものの、軽い運動でも長時間続けられないハンデを負っている。普段からのんびりゆっくりしているのは性格だけでなくこれに起因する部分もある。しかし、特に拳法の修練に関しては「やりたくても出来ない」ジレンマを抱えている様もうかがわせる。この病は手術により根治出来るものではあるが、失敗すればより重篤な状態に陥ったり、最悪その場で命を落とす可能性も皆無とは言えず、長い闘病生活で諦める事を覚えてしまった彼女は未来よりも今を望み、手術を拒み続けている。『リリカルおもちゃ箱』『とらハ3外伝』『3OVA』などその後の作品では既に手術の成功によって、健康な体を取り戻したようで、晶とは前にも増して派手なケンカを繰り広げている。高校時代に両親の帰国・独立によって高町家を退去するが、従来通り出入りは続けている。また、『3OVA』の終盤では急激に身長が伸びた上に、スタイルもかなり良くなっており、髪型もロングストレートに変わっている。事前人気投票では第4位を獲得。
神咲 那美（かんざき なみ）
声：日向裕羅
誕生日 - 1月8日（やぎ座）、身長 - 156cm、体重 - 44kg、血液型 - O型、スリーサイズ - 70/49/74。
私立風芽丘学園2年。近所の八束神社で巫女のアルバイトをしている。『とらハ2』の主要キャラである神咲薫の妹で、『とらハ2』の舞台さざなみ寮に在住。『とらハ3』の7年前を舞台にしている『とらハ1外伝』にも登場する。やはり鹿児島出身だが姉とは対照的に全く訛っていないうえ、柔軟性のある考え方と決してあきらめない精神的な強さも持ち合わせている。普段はぽややんとした非常に穏やかな性格で、雰囲気の似通った美由希ととても馬が合う。幼少時から一緒にいる子狐、久遠が一番の親友。実は姉同様退魔師で、実践剣術「破魔真道剣術 神咲一灯流」を修めるが、剣技は苦手。大変なドジで料理はあまり得意ではない上に、おっちょこちょいでよく転ぶ。本人曰く「転ぶのには慣れたので、少しくらいでもケガはしない」。逆に言えばすぐに体調を崩す薫と違って肉体的にも頑丈である。なお、『とらハ2』『とらハ3』両方のOVA版に登場した（要するに『とらハ2』から『3OVA』やサウンドステージ最終作に至る11年を走りぬいた）唯一の人物でもある。
戸籍上は神咲家の次女であるがもともとは神咲家とは無関係な神社の子。5歳の時、見ている目の前で両親が久遠に殺されてしまい、あと一歩の所まで追い詰めながら封印が間に合わなかった神咲家が責任を感じて弟・北斗と共に養子として引き取られたとの経緯がある。この重い過去は現在に至るまで雷が苦手という形でトラウマになって残っている。封印した久遠の生殺与奪の権を神咲家から与えられた彼女は始め久遠を深く怨んでいたが、やがて夢移しで久遠の過去を知るにつれ相対化、神咲那美として久遠と和解し新たな人生を歩むことを決意する。その際、自分と同じ思いをする人はもう出て欲しくないとの思いから退魔の道に進む。久遠を封印した時から義姉・薫はあこがれの対象であり続けたが、もともと神咲家の人間でないことから霊力には恵まれておらず剣技の才能もない。しかし十六夜のようなヒーリング能力に秀でた特性があったため、薫のように霊剣を用いて力ずくで除霊するのではなく、霊と対話し説得して天に返す鎮魂術を仕込まれた。しかし、中には言う事を聞かずに攻撃する霊もあり、そんな時は久遠が電撃で霊に攻撃を加え助けており、現在では仕事上、那美と久遠は切っても切れない関係になっている。この二人の絆が最終的には久遠の祟りを依代を滅せずに払うという、神咲家の歴史においても画期的な奇跡を生むことにつながった。大学卒業後（『3OVA』よりも後の時代）は海鳴を離れ、姉同様に退魔師として久遠と共に全国を飛び回る生活を送る。『とらハ2』の時代よりちょくちょくさざなみ寮を訪れていたので、瞳を含む2のメンバーにとって彼女は入寮前から妹分のような存在で、特に同世代の美緒は幼馴染のようなもの。入寮前の子供時代より活躍の場は多く、『とらハ2』では薫が実家にかけた電話を取り、『とらハ2OVA』では、はとこの葉弓に連れられ久遠と共にさざなみ寮に滞在しており楓を引き止める。さらに悪霊に襲われた真一郎と七瀬を救出したり、膝を割った恭也と出会い治癒術をかけたこともある。特に当初歩行すら危ぶまれていた恭也が曲がりなりにも戦闘可能なまでに回復できたのは、那美のかけた治癒術の賜物である。大変そそっかしい性格ではあるが、神社の巫女と退魔師との二足の草鞋の上に、さらにノエルのメンテナンス中は臨時で忍のメイドまでこなす。事前人気投票では締め切り直前までフィアッセとトップの座を争い、第2位を獲得した。
月村 忍（つきむら しのぶ）
声：岩田由貴
誕生日 - 9月21日（てんびん座）、身長 - 163cm、体重 - 45kg、血液型 - AB型、スリーサイズ - 91/56/89。
私立風芽丘学園3年、恭也のクラスメイト。1、2年生時も同じクラスだったが恭也は覚えていなかった。3年生になり怪我を手当てされたことをきっかけとして急速に恭也と親しくなる。『とらハ1』の主要キャラである綺堂さくらの姪で、さくらがメインヒロインを務める『とらハ1外伝』にも登場する。資産家のお嬢様だが幼少時に両親を失い郊外の屋敷にノエルと二人きりで暮らす。そのせいか、趣味はゲームおよび機械いじりと案外庶民的。一見冷たい印象を与えるほどの美貌だが、心を許した相手に対してはノリのいいフレンドリーな性格を見せる。あるコンプレックスが原因で友達がいなかったが、恭也と知り合ったことで交友の輪が一気に広がる。後日談であるサウンドステージや『3OVA』において恭也と結ばれるため、公式ヒロインとされているようである。
実はさくら同様「夜の一族」と称する吸血鬼だが、獣人等の血が混ざっていない純血種のため獣耳と尻尾は持たない。血縁関係から見ればさくらの歳の離れた姉・飛鳥の娘。さくらと異なり幼少時から輸血用血液パックを常飲していたため、身体的な発育は正常。本編中でも心理操作や切断された左腕の再生など数々の特殊能力を見せてはいるが、むしろ戦闘力より知能面に才能が特化された、ある意味において異端児である。また、感受性が鋭く「夜の一族」であること自体にコンプレックスを抱いており、自分を受け入れてもらえない可能性に対する怯えから自分の殻に閉じこもって自閉的かつ没交渉な生活を送っていた。そのため幼少期はツンケンとした性格で、『とらハ1外伝』では度量の広い真一郎ですら手を焼いたほどである。しかし、本質的には寂しがり屋であり、実際は後述の理由もあってずっと愛情に飢えていた。幼い頃から機械いじりばかりしており、日本国内の「夜の一族」の中でも名家である月村家の跡取り娘としてお嬢様教育を施そうとした両親との折り合いが悪かった。そのため、年頃の娘らしい叔母のさくらの存在は当初はコンプレックスですらあった。ノエルをプレゼントされたことがきっかけとなりさくらにだけは心を開くが、レストアに没頭するあまり結果的にますます自分の殻に閉じこもってしまい、仕事人間の両親には見放されてしまう。そんな折、自動車事故で孤児になり、綺堂家に引き取られる話を断り、さくらの祖父・ヴィクターの後見の下でノエルと二人きりの生活に入る。怠惰な生活習慣ゆえ、その間に大分庶民的な嗜好に変化してしまうが、同時に遺産を巡った一族間のトラブルが続発し絶えず狙われる立場であり、恭也と知り合ったのは親族の放った刺客に階段の上から突き落とされたのがきっかけという有様だった。このように、幼少期から人の汚い部分ばかり見てしまったが、しかし、忍と同じように人間離れした恭也と知り会ったことは彼女の性格に好影響を与え、明るい性格が引き出されることになる。恭也もお互いの抱える闇の部分に共鳴し、永年彼女を悩ませていた遺産トラブルも恭也とノエルの文字通りの奮闘である程度のけりがつく。高校卒業後は恭也と同じ大学に進学。海鳴を離れたフィアッセの代わりに「翠屋」チーフウェイトレスの座に納まり、家事をノエルに任せきりだったことから苦手だった料理も桃子に認められるまで腕を上げる。私生活でも内縁の妻を公言するほど恭也の世話を焼いており、ついに二人は大学3年の秋に恋愛関係に発展する。卒業後に恭也を婿に迎え1男2女をもうける。。以上、この手のゲームでは異例とも言える「メインヒロインではない公式ヒロイン」の座にあることについて、原作者である都築真紀は、すべての続編は恭也と忍が分かり合ったことの延長線上にある物語であるためと述べているが、以前に恭也には引っ張っていく忍か後ろを付いてきてくれる那美が似合うだろうと語ったこともあり、エンディングの持ち込み方などを見ると、もともとメインヒロインの対抗馬を狙って設定されたキャラである節がある。事前人気投票では第6位。アニメ版『魔法少女リリカルなのは』にも登場するが、吸血鬼の特殊能力を持っているかは不明。
ノエル・綺堂・エーアリヒカイト（ノエル・きどう・エーアリヒカイト）
声：海原エレナ
誕生日 - 12月24日（やぎ座）、身長 - 171cm、体重 - 不明、血液型 - 不明、スリーサイズ - 97/59/94。
月村家のメイドで、忍の専属ボディーガードも兼任する。『とらハ1外伝』にも登場する。感情を表には出さず、職業意識が非常に高い。両親を失い天涯孤独の忍の養育者兼友人。その正体はとらハシリーズ屈指の戦闘力を有する自動人形であり、機能停止し綺堂さくらの屋敷に眠っていたところを忍に発見され、その手によって修理を受けた。ノエルという名はさくらのクリスマスプレゼントであったことと、シリアル番号が1224であることから付けられた。戸籍上はドイツ出身で綺堂家の血縁ということになっている。
もともとは人よりも長い生涯を送る「夜の一族」の相手をし、時には主人のために狩りもするために作られた機械であるが、ノエルはその中でもエーディリヒ後期形と言う細部まで人間を模して作られた芸術品。ただし、遺失工学の固まりで修復した忍ですらすべての技術が判っておらず、現存する稼動機体もほとんどない。動力は電気で、1度の充電で最大20時間稼動可能、電流を可変することで人間をはるかに上回る出力が出せる。さらに、腕にブレードを装着して戦闘をする際は「夜の一族」ですら手が出せなくなってしまう上、忍による改造で右腕にロケットパンチを仕込んでいる。主人に対しては絶対戒律で忠誠を尽くすようプログラムされているので、忍やさくら、さらには忍と誓いを立てた後の恭也を主人と認識して行動する。月村家の遺産として分割された財産であったが、忍は唯一の家族として全幅の信頼を置いており、二人は強い絆で結ばれている。遺失工学である彼女の技術は金額に換算すると莫大なものになるが、忍のような専門家でなければ再構成ができない繊細な技術でもある。しかし、それでも彼女の技術がもたらす富を狙う者によりたびたび忍と共に襲われており、イレインと戦う際に忍を護って大破してしまう。『とらハ3』本編ではその後、長期に渡って機能停止してしまったことになっているが、実際には1年経たずに職務に復帰したものの、極秘事項であった機械であることについてはバレてしまった。職業意識が高く感情に乏しいのが欠点で、これと言った趣味もなく淡々と月村家に仕えていたが、後に恭也を相手に始めた囲碁に凝りだす。これは、なのはがノエルが一種のコンピューターであることを逆手に取ってさくらと二人で提案したものだが、機能として何でもそつなくこなすノエルにとっては演算機能をフル活用する思考系のゲームはツボにはまったらしい。事前人気投票では第8位。アニメ版『魔法少女リリカルなのは』にも登場するが、機械人間であるかは不明。原作に比べて喜怒哀楽の表情が豊かになっている。

### サブキャラクター
高町 桃子（たかまち ももこ）
声：藤澤暁
誕生日 - 3月4日（うお座）、身長 - 160cm、体重 - 不明、血液型 - A型。
恭也・美由希・なのはの母。喫茶店「翠屋」の店主。中学卒業後専門学校に通い、海外での武者修行を経た一流のパティシエで、シュークリームは絶品（相川真一郎と野々村小鳥が2人がかりで再現を試みて失敗したほど）。若くして東京のホテルのチーフパティシエに抜擢されたが、海鳴のホテルに応援で来た際に高町士郎と恋に落ち結婚する。士郎没後は居候を迎え入れるなど複雑な大家族になってしまった高町家を束ねる扇の要。関西生まれ（ただし標準語で話す）でノリが良く、ポップな性格の持ち主。子供3人の母親だが、実子はなのはのみで、本人はまだ33歳。また、3本編では攻略できない。滅多に怒らないが本気で怒り出すと相手に反省を促す不思議な威圧感を持ち、とても怖く、士郎でも頭が上がらなかった。事前人気投票では第7位。
フィリス・矢沢（フィリス・やざわ）
誕生日 - 12月24日（やぎ座）、身長 - 153cm、体重 - 40kg、血液型 - 不明、スリーサイズ - 73/48/74。
声：音乃菜摘・矢沢泉（とらハ2OVA）
海鳴大学附属病院G号棟研究員。専門はカウンセリングおよび遺伝子学。『とらハ2』に登場するリスティの妹で、初名フィリス・T・クロフォード。ロングヘアーであることを除けば容姿はリスティと瓜二つで、声優も同じ。『とらハ2』の後、仁村知佳の主治医であった矢沢医師の養子となり若くして医者となる。『とらハ3』開始時に海鳴大学病院に赴任しフィアッセの担当医となるが、怪我の治療のため恭也や美由希の整体（フィリスマジックとまで言われる）も担当したことから高町家全員の主治医となる。がさつに育ってしまったリスティとは正反対に几帳面にして繊細。しかも給料が良いせいか、安月給のリスティにはよくたかられている。甘党でココアが大好物。2本編では敵役、3本編ではサブキャラクターであったが高い人気を集め、『リリカルおもちゃ箱』で恭也の8人目のヒロインに昇格する。
実はリスティの遺伝子をもとに作成されたクローンで、遺伝学上では姉妹でなく親子となる。HGSとしてのコードナンバーはLC-23。保有するフィンはリスティ同様の昆虫状の光の羽で、名称は「トライウィングスr」。人体兵器として“試作”されたリスティからメンテナンスを不要にした量産版にあたり、当初は名前すら持たなかった。彼女は指揮官として作成されたためかHGSとしての能力に秀でたものはなく、転送能力も自分以外のものを転送する「トランスポート」と、ものを引き寄せる「アポート」が可能なものの、共にごく微細なものしか扱えない。代わりに知能はセルフィを含めた三姉妹ではもっとも高い。もともとリスティのクローンは『とらハ2』開始の年に「劉機関」の北海道の施設で14体作製され、胚細胞時代から育成器にかけられリスティと同い年に設定されて出生する。訓練と称して姉妹間で殺し合い、最後まで生き残ったフィリスとシェリーは『とらハ2』2年目の1月（『とらハ3』の5年前）にリスティと仁村知佳の捕獲のためさざなみ寮を襲撃するが、二人の反撃及び陣内啓吾による「劉機関」摘発で行き場を無くし、実情を知らずにリスティのメンテナンスに協力してしまった矢沢医師が責任を感じて引き取ったという経緯がある。こうした余りにも重い過去は恭也をして絶句させたほど。矢沢医師に引き取られた後、アメリカに留学し飛び級を重ね弱冠20歳にして医師免許と博士号を取ってしまい、『とらハ3』開始時に海鳴大学に採用される。医者になったのは養父の影響ばかりでなく、こうした壮絶な過去の反動に依拠するところが大きい。本人曰く、「人を殺すために作られた命だからこそ、人を救うために能力を使うことで製作者に対し『仕返し』している」との事。ただ、現在は大分癒えたとは言え、やはり当時のトラウマは残っており、闇夜が大の苦手で一人での当直夜勤を嫌がる。リスティとは遺伝子構成が全く同じだが、養母である矢沢夫人の薫陶を受け姉とは正反対な性格に育つ。また、本人は動物好きだが、薬の匂いが警戒心を煽るせいか、動物にはことごとく嫌われる点も正反対。リスティがフィンランド人なので一応彼女もフィンランド人ということになるが、北海道生まれで保護された後は静岡の研究機関で基礎教育を受けているため精神的には日本人。出生間もない頃から圧縮学習であらゆる知識を詰め込まされたため一応英語は理解するが、英語圏での生活はわずかにアメリカ留学時の数年のみのため、アイリーンによると発音が悪いという。日本での生活に慣れきってしまい、シェリーを訪ねてニューヨークに行った時には言葉に不安を隠さないなど、ある意味、フィアッセ以上に外国人らしくない外国人である。
久遠（くおん）
声：音乃菜摘
那美が飼っている子狐。かなり人見知りが激しくすぐ物陰に隠れるが、毎日神社に餌をもって通い詰めた高町なのはの熱意に押されてなのはに懐き、後に親友となる。その正体は神咲薫によって異能力の大部分が封じられた妖狐。ときおり子供姿に変身する。大福、油揚げ、甘酒が大好物。
その正体は300年前から生き続ける妖狐だが、最初から妖狐だった訳ではなく、なぜか成長しないまま歳を重ね、異能力を身につける変化と化してしまった。本来は臆病だが妙に人懐っこく、かつ純真な性格の子狐。性別は雌で、人間形態を取るとき一見巫女のような格好をしているのは最初に出会ったみつという巫女を真似たもの。また久遠という名は次に出会った恋人である弥太という売薬商の少年に与えられた。人間形態は大人と子供にモードチェンジが可能で、能力や知能レベルも変身程度によって変化する。変身しても耳と尻尾が残ってしまうが、尻尾については子供モードだと1本、大人モードになると5本ある。天候操作や雷撃、夢写しなど妖狐としての数々の特殊能力があり、その力が破壊に向けられると周囲を100年にも渡り草木も生えぬ焦土にすることが出来るほどの能力がある。生まれてしばらく経ったある日、餌を求めてある神社に出入りした際、みつと出会い彼女の友達となるが、みつは神主である親の手で人柱にされ命を落とす。突如姿を消した彼女を探し回るうち怪我をしてしまい、助けを求め人間形態を取ったところに弥太と出会い恋に落ちるが、直後に伝染病が流行り出す。やがて仕事柄免疫があった弥太だけ伝染病にかからないことに対して村人が疑心暗鬼に陥ってしまい、神主の神託で彼も生贄に捧げられてしまう。彼の無惨な最期の一部始終を見てしまった久遠は、神職という存在に激しい怨念を抱き、理性を失い全国の神社仏閣を雷撃で無差別に破壊して回り、そして多くの犠牲の上で封印された。ところが約10年前に封が解けて復活してしまい、神職にあった那美の両親が命を落としてしまう。これを再び封じるために戦った「神咲真鳴流」の伝承者であった葉弓の祖母・亜弓も命を落とし、薫の先代の「神咲一灯流」伝承者である和音も引退に追い込まれ、同道していた薫の掛けた封により辛うじて子狐形態に固定された。これにより異能力は子供姿への変身と簡単な雷撃を放つ程度に押さえ込まれているが、その封は時限的なもので、久遠の処分を委ねられた那美はその間に本来の純粋な心を取り戻させようと教育していた。再封印の自信がなかった薫は以前から封の切れる前に久遠を殺すつもりでいたが、決行の際に偶然居合わせた恭也に邪魔されているうちに封が切れ、一同は絶望的な戦いを強いられてしまう。最後は久遠との絆を信じ那美が鎮魂術を駆使した結果、久遠から祟りを分離することに成功、皆が辛くも生き延びる。祟り狐でなくなった後はなのはの教育により片言ながら言葉がしゃべれるようになり、また大人形態にも自由に変身出来るようになるが、すぐ空腹になるとの理由で通常は子供姿を取る。なのはとの絆も深まり、翌年春には魔法少女と化したなのはのサポート役を買って出るが、その件については下記の「魔法少女リリカルなのは」の項を参照のこと。やがて那美の大学卒業とともに久遠も海鳴を離れ、十六夜のように主とともに退魔の仕事で全国を飛び回ることとなる。
- 魔法少女リリカルなのは

なのはの親友の妖狐。魔法少女につきものの「不思議なお供のペット」役となる。神咲那美により封印が解かれ、『とらハ3』本編では不慣れだった言葉と力のコントロールも覚え、移動手段（飛行魔法など）や攻撃魔法を持たないなのはをサポートをする。とくに「夢移し」の能力は本作においても重要な役割を果たす。レイジングハートに触れたことでイデアシードの気配を感知する能力を得る。人間形態への変身は自由自在となったが燃費や2本足はバランスがとり辛いなどの理由で普段は狐形態をとっている。動物好きの寮生に触られに行ったりなのはとクロノを二人きりにしたりと、狐ながらに色々と気を遣って生きていたりする。
高町 士郎（たかまち しろう）
声：三崎充・一条和矢（OVA）
桃子の夫で、恭也・美由希・なのはの父。御神流の師範。旧姓は不破で、桃子と結婚した際、子供2人と共に改姓している。かつて世界各地を放浪しながら、重役のボディーガードなどを務めていた。SPの仕事中に殉職し、本編では既に故人となっている。この時桃子はなのはを妊娠していたが、士郎本人は娘の誕生を見ることはできなかった。
御神 美沙斗（みかみ みさと）
声：佐藤亜美・佐藤まこと（おまけシナリオ『とらハ外伝3』）・斎賀みつき（サウンドステージ・OVA）
美由希の実母で、士郎の妹。恭也・なのはからすると叔母に当たる。御神流の正当な後継者の一人で、御神流・裏も共に使いこなす凄腕の女剣士。
幼少期から親戚の御神静馬に憧れ恋心を募らせるが、次期御神家当主である静馬は名家の跡取りとして次々と見合い話が舞い込んでいて、彼女はそれを複雑な思いで眺めるしかなかった。ところが静馬は見合い話を次々と断り、そして美沙斗が16歳の誕生日を迎えたその日にプロポーズ。結果、高校を中退のうえ結婚し17歳にして設けたのが美由希である。後年、那美が美由希の母は二人とも若いと驚いたが、計算上『とらハ3』開始時点で32歳となるため実は桃子よりも若い。従来より御神流の表と裏の関係にあたる御神家と不破家は幾度も結婚を重ね、関係を密にしてきた間柄だった。そのため美由希は両親の婚姻を政略結婚と思い込み嫌悪していたが、実際は上述のように恋愛結婚であった。だが、幸せな時間は数年にしてテロ組織「龍」に御神一族を根絶やしされたことでピリオドを打たれ、最愛の夫を奪われた悲しみのあまり激しい復讐心に囚われた彼女は一人娘を兄・士郎に託し、全てを捨てて仇を取るためにどんなに手を汚してもかまわぬと闇社会に身を投じた。本来美沙斗は古風な教育を受けたしとやかな性格であり、自らは剣の家の娘として実家の御神流・裏をマスターしていたが美由希を剣士としては育てたくなかった。しかし、復讐の過程で逆に「龍」に利用されてしまいティオレ・フィアッセ親子を襲撃するが、護衛についていた美由希の存在に少なからぬ戸惑いを覚え、そして潜在能力の一端を見せつけた美由希の前に敗れ去る。その際、実母と気付いた娘の必死の説得で闇社会から足を洗う事を約束し、陣内啓吾の下へ渡って香港国際警防隊隊員として表から「龍」を追い詰める事に方針を変える。『リリカルおもちゃ箱』では、仕事の休暇を利用して高町家を訪ね、恭也・美由希と1年ぶりの再会を果たす。初めは遠くで成長した美由希を見守るだけのつもりだったが、桃子の薦めで短期間ながら高町家に滞在する。この頃には、彼女本来の穏やかな性格に戻っており、高町家の人々と交流を深めていった。その後は休暇のたびに必ず高町家を訪れ、恭也・美由希両名の剣術の指導を行う。美由希が恭也より御神流皆伝を認められた後は彼女が指導にあたり、自らが得意とする突き技を伝授し美由希を完成させるが、それは一度娘を捨てた母として、せめてもの償いであった。また、実力主義の香港警防では無類の戦闘力で短期間に頭角を現し、『3OVA』の頃には第4部隊長と要職の地位にある。別の部隊に所属する『とらハ1』のヒロインのひとりである菟弓華とは意気投合し、親友となっている。アニメ版『魔法少女リリカルなのは』にはこれまで一貫して登場していないが、劇場版コミカライズの「魔法少女リリカルなのはReflection THE COMICS」にて「武道を嗜んでいるなのはの夫方の叔母」として台詞のない一コマだけだが登場している。ただし香港警防に所属しているかどうか、そもそも静馬と死別しているのかどうか等は不明。
赤星 勇吾（あかほし ゆうご）
声：三崎充
港町の寿司屋の息子で、現在は晶の実家の近所で一人暮らし。高町恭也の数少ない友人の一人で、復学した中学2年より5年連続同クラスの腐れ縁。長身で爽やかな好青年を絵に描いたような人物で、朴訥だが美点を見つけると馬鹿正直に褒めてしまう性格から異性からの人気が高い。また成績も優秀で委員会にも所属するなど、典型的な優等生である。また文武両道であり、剣道部の主将で「草間一刀流」という剣道を修め、県内ではトップ、全国大会でもベスト16まで行った実力の持ち主。その太刀筋は豪剣で打撃の重さでは恭也を上回る。剣道部ではこの時代の女子主将である藤代以外、実力差がありすぎてまともに練習出来ないことから、恭也と手合わせをするためしばしば高町家にやって来ており、恭也や美由希と対戦する時は防具をつけずに蹴りもありという“俺達ルール”で仕合っている。高校卒業後は恭也や忍とは別の大学に進学するが、高町家との家族ぐるみの付き合いは続いており、場合によっては翠屋も手伝ったりしている。『3OVA』には登場しない。
ティオレ・クリステラ
声：北条明日香・斉藤恵理（OVA）
フィアッセの母。「世紀の歌姫」の通称を持つ世界的オペラ歌手。現在は高齢のため第一線を退き、イギリスで少数精鋭の音楽学校、クリステラソングスクールの校長として後進の指導にあたる。戦乱の中東に生まれ、幼い頃に大変な苦労をしたうえ、なかなか子供に恵まれなかったことから慈善活動に熱心。なお、夫が大の親日家との事もあり、彼女も日本語をしゃべることが出来る。
『3』登場時では既に死期を悟っており、フィアッセルートのエンディングではチャリティコンサート後は闘病生活を送る。後に恭也とフィアッセの子供（孫）を抱くという念願を果たす事が出来ているものの、最終的には死去している事になっている。その際に『スクールにそんな辛気臭い場所は作りたくない』という事から墓所はフィアッセが居る海鳴に建てているが、『3OVA』ではフィアッセエンドを踏襲していない為か、スクール内に墓所を設けられているという設定の相違がある。
巻島 十蔵（まきしま じゅうぞう）
声：乃村健次
晶が通う明心館空手・本部道場の館長。士郎の友人で、その子供である恭也や美由希の事は幼い頃からよく知っている。荒っぽい教え方から恭也は苦手としているが、晶と恭也のよき指導者として陰ながら支える。本編では台詞のみの登場だったが、『3OVA』では士郎の訃報を恭也に伝える回想シーンでその姿を現す。
月村 安次郎（つきむら やすじろう）
声：三崎充
忍の財産とノエルを執拗に付け狙う、彼女の親族の一人。性格は強欲かつ傲慢と、典型的な悪役で、イレインを起動させて忍を襲撃するが、自我を持ち始めたイレインに真っ先に襲われて血祭りに上げられる。とは言えこの際、起こした事の重大さに気付いて忍への謝意を口にしており、悪役ではあっても根っからの悪人ではない。その後、命だけは助かったが、ノレインを利用して月村家に放火した罪で警察により逮捕、投獄された。
イレイン
声：榊上総
ノエルと同じく現在では失われた技術で作られた自動人形の最終生産型だが、自律回路に重きが置かれる余り制御が甘く、暴走の可能性が高い危険な存在。 安二郎の刺客となって忍を襲撃し、ノエルと死闘を繰り広げる。
アリサ・ローウェル
声：北条明日香
本編でなく隠しシナリオ『花咲くころに会いましょう』で登場。なのはが出会い友達になる、とあるビルの地縛霊の少女。
生前は孤児で、しかもIQ200の天才児。なのはの通う聖祥大学付属小学校の数年先輩であった。しかし秀才すぎたうえに日本人でなかったことから子供特有の排他感情で孤立してしまっており、彼女と仲が良かったのは僅かに塾の先生だけだった。『とらハ3』の2年前に陵辱された挙句、無惨にも殺されてしまう。その悔しさゆえに彼女は地縛霊になってしまい、犯人全員を祟り殺す。しかし、まだ心残りがあったため成仏できなかったところでなのはと久遠に出会う。やがて3人は友達になるが、あるとき綺堂さくらがこの事に気付いてしまい、相川真一郎と春原七瀬の二の舞を心配して強制的に成仏させようとするが、すでにアリサの心残りが消えていたことに気付いていた久遠の機転で、すんでのところで自主的に昇天する。その彼女の心残りとは、自らのために泣いてくれる友達が欲しかった、という願いであった。なのはは彼女の無念を晴らし、成仏を見届けたことでまた一歩、大人になった。その影響はミニシナリオ版『魔法少女リリカルなのは』において随所に見ることができる。上記の経緯から、とらハシリーズでも屈指の最も悲劇的なキャラクターとの呼び名が高い。アニメ版『魔法少女リリカルなのは』のアリサ・バニングスの原型とも言えるキャラクターだが、容姿とファーストネーム以外の設定は全く異なっている。
アイリーン・ノア
声：楠鈴音（『リリカルおもちゃ箱』）・永見はるか（サウンドステージ・OVA）
初出は『とらハ3』だが、本格的に登場するのは『リリカルおもちゃ箱』から。クリステラソングスクールの卒業生で、「若き天才」の通り名を持つアイルランド系アメリカ人の歌手。年齢はフィアッセより1歳年上。性格はちょっと荒っぽい姉御肌で活動的。幼少時に自動車事故で両親を失い、祖母の紹介で同世代の少女が居るクリステラ家で養育を受ける。そのためフィアッセとは事実上姉妹のような関係で、クリステラ家の家庭方針に則り彼女も日本語教育を施され、そしてソングスクールにも入学する。幼少時、入退院を繰り返していたフィアッセを病院から連れ出しロンドン市内で遊びまわったり、彼女に付き添い活動拠点を日本に移して同居するなど、ある意味フィアッセの保護者代理のような存在で、公私ともに彼女を支えている。『とらハ2』と『とらハ3』の間にデビュー済で、世間的にはエレガントイメージで売り出されているが、本人はその活動的な性格から余りこれを好んでおらず、私生活は女性服嫌いでロック少年のようなファッションを押し通す。そのため、すでに世界的有名人であるにもかかわらず、イメージのギャップから街中では案外本人とは気付かれていない。『リリカルおもちゃ箱』の年のスクールの世界ツアーで一行と共に離日。『3OVA』の頃にはクリステラソングスクール講師の地位にある。なお、この時代は人前の手前があるので服装はシンプルなデザインの女性服を着るようになっている。幼少時の体験からやはり慈善活動には熱心で、良く病院に行っては長期入院患者を見舞うことを日課とする。ただし本人はそれを知られることを嫌がり、周囲に彼氏とのデートと言って誤魔化している。『3OVA』の時代も、脅迫を受けつつもツアーを強行しようとしたフィアッセを校内で唯一支持し、美由希と共にエリスの説得にあたった。
アルバート・クリステラ
声：佐々木一郎
初出は『とらハ3』だが、本格的に登場するのは『リリカルおもちゃ箱』から。フィアッセの父。イギリスの上院議員で、医療改革に力を注ぐ優れた政治家でもある。熱心な政治活動のために政敵が多く、たびたび命を狙われる事もあり、しばしば士郎をボディーガードに付けていた。恭也と美由希がフィアッセと知り合ったのも、士郎が単に彼のボディーガードだったのみならず、親子ほどの年齢差を超えた親友同士だったからでもある。また、士郎が桃子と出逢ったきっかけも作っている。

### サウンドステージ・OVAから登場するキャラクター
セルフィ・アルバレット
声：春野日和
初出は『とらハ2』。愛称はシェリー。初名、セルフィ・E・クロフォード。リスティの妹であり、フィリスとは双子。髪型をポニーテールにしている以外はやはりリスティと容姿が瓜二つ。ただし性格は結構やんちゃで食いしん坊。養子としてアメリカに引き取られニューヨーク市消防局で災害救助に従事する。リスティら三姉妹はかなり特殊な出生を持つが、セルフィは特にこの事を自問するあまり仕事で無茶をしがちで、上司や、この時代カナダに居住していた仁村知佳の手を焼かせてばかりいる。
その出生の経緯はフィリスと同様で、実験体としてのコードナンバーはLC-27。保有するフィンはリスティ同様の昆虫状の光の羽で、名称は「トライウィングスe」。HGSとしての能力のうち、耐熱・耐圧フィールドと再生能力が特に強化されている。また、転送能力については自分以外のものを転送する「トランスポート」が可能で、こうした能力が人員救助においての切り札となるが、同時に前述の理由から必要以上に無茶をするため、本人を必要以上に危険に晒す理由にもなっていた。
だが、サウンドステージ5冒頭で、常人なら数回死んでいた怪我と引き替えに助けた父子、正確には少年の手紙と、上司であるクレアの手紙により、「FDNYレスキュー6」に飾られている詩文の意味を噛み締め直し、「無茶はするが、自分も元気で生還できるレスキュー」を目指す様になっている。
なお、サウンドステージＸ-4で登場した時には、大仕事の後の休暇であった所為か思いっきり緩んでおり、目覚めるのに食欲の助けが必要（？）な状態であった。尤もシェリー自身、日本食にかなり飢えていた模様で、SS5で初登場した時以上に、食いしん坊ぶりを発揮していた。
続編等でのゲーム内での登場、及びグラフィック化（そして攻略対象キャラ化）が熱望されていたキャラの一人だったが、遂にそれは叶わなかった。
イリア・ライソン（Iria Raison）
声：津田匠子
クリステラソングスクール教頭兼秘書。
先代であるフィアッセの母、ティオレの代から、同スクールの教頭と秘書の二足のわらじ的役割を続けており、また校長となって日の浅い、フィアッセの後継人的役割も果たしている。
基本的に絵に描いた様な真面目なキャリアウーマンなのだが、ティオレの悪戯に思い切り悲鳴を上げてしまう様な、女性らしく可愛い一面も持ち合わせている。
エリス・マクガーレン（Elise McGaren）
声：石松千恵美
『とらハ3OVA』で登場するが、初出はドラマCD版。高町恭也とフィアッセのもう一人の幼馴染。左利き。2挺の拳銃を同時に操ることの出来るレディ・トゥーハンド・ガンスリンガー。高町士郎が死んだ事件でやはり父を亡くしたため、若くしてマクガーレンセキュリティ会社を継ぎ、クリステラソングスクールの警備を担当する。性格は正義感・責任感が強い努力家である反面、極めて堅物でかつ融通の利かない一面があり、フィアッセが脅迫を受け、恭也と美由希がイギリスに駆けつけた時、仕事の邪魔をするなと冷淡な態度で迎える。
こうした性格が形成された背景には、無論プロ意識によるものもあるのだが、実は士郎が死んだ事件の際、謎の男に騙されて、爆弾が仕込まれたぬいぐるみを会場に持ち込んでしまった事が、トラウマになっているという事情もある。さらに今一つの理由として、彼女の恭也に対する恋心の裏返しという側面もあり、物語の最後で「子供の頃の事」という注釈付きで、想いを吐露するが、すでに恭也は忍と恋愛関係にあり、結局受け入れられることなく終わったが、それは彼女自身も承知の上の事であった。
銃器の扱いに長け、特に極短時間での精密射撃には長じているのだが、射程の問題から接近戦に対する弱点も抱えており、高等技術を持つ戦闘能力者が相手だと意外に無力。当初は刀剣を「時代遅れの武器」と考えていたが、接近戦を得意とする恭也や美由希に度々助けられたことで、御神流に対する認識を改め、協力を求めることとなる。最終的には恭也とコンビで、一時誘拐されたフィアッセを奪還するが、その誘拐犯「ファン」が、士郎殺害の実行犯であった。その事により、エリス自身が長年抱え込んでいた自責の念も、解放される事になる。
『とらハ3OVA』の本編後であるドラマCD最終巻では、接近戦に対する弱点克服の為に「ガンブレード」（エリス本人によると「バヨネットのハンドガン版」）をガンスミスに制作してもらい、美由希をイギリスに招いてナイフ格闘術を教わっている。なおその時点で、元から所持していた銃がどのように扱われているかは不明。
ジェフリー・レイ（Jeffrey Rey）
声：志村知幸
ACPO特殊部隊「WED」教官。
一応教官職にあるが、実際に現場で指揮を執る事も多々ある現場の人であり、それ故に現場レベルでのパイプは太く、香港特殊警防隊の依頼を受ける事もある。
ファン
声：中田和宏
フィアッセ誘拐を依頼された男で、爆発物の裏のプロフェッショナル。かつて士郎が死亡した爆破テロの犯人でもある。「スナッチ・アーティスト」「クレイジー・ボマー」のあだ名を拝している。
自身の能力に絶対の自信を持っていて、脅迫状や犯行声明文には見せびらかすかのように「デスサイズと黄色のクローバー」のエンブレムを必ずマーキングしており、そこから士朗を死亡させた爆弾テロの犯人と同一人物であると判明した。
非常に残忍な性格で、目的の為ならば人命など取るに足らぬ物であり、どんな卑劣な手段も平然と取る事ができる。その上独占欲が異常に強く、自ら「欲しい物があると、見境が付かなくなる性質」と語っている程である。フィアッセが小さい頃からその歪で偏執的な想いの対象としており、彼女の写真を何枚も壁に貼り付けたりしている。その中には、わざと稚拙な手段で作成された、猥褻なコラージュ写真もある。今回の事件では、フィアッセの遺産を狙う依頼に託けて、フィアッセを己が手中に収めようと企んだ。
爆破工作の能力のみならず近接戦闘力も高く、刃付きのトンファーでフィアッセの護衛２名を一瞬で片付け、一対一であれば不意を打とうと飛び込んできたエリスさえ軽くあしらうほど。銃も携行・使用するが、そちらの腕は特筆するほどではない模様。
最終的には会場に設置された爆弾の起爆スイッチとフィアッセの身柄を盾に逃げようとするが、恭也の放った御神流秘奥義「閃」で右腕と右足を奪われると同時に起爆スイッチも押さえられ、それでも恭也に銃口を向けたところでエリスの銃撃に斃れた。
グリフ
声：関智一
「スライサー」と称される凄腕の剣士で、ファンに雇われ、フィアッセ誘拐の片棒を担いだ。彼本人はフィアッセや遺産に興味は無く、剣士として御神流の使い手である恭也や美由希と戦う事のみを望んでいた。恐ろしく好戦的な青年で、病的なまでに「剣同士での」戦いを求めている。彼の大剣による一撃は凄まじく、剣風だけで鉄筋の壁を破砕できる程。また反射神経も高い上に勘も良く、未熟であったとは言え、美由紀の神速をも見切る程である。
なお、左目は殆ど髪に隠れていて見えないが、一瞬だけ見られるシーンでは刀傷で塞がれている風に描かれており、失明しているものと推測される。
金髪女性に変装し会場に入った後、フィアッセに襲いかかったが、ぎりぎりで美由希に妨害される。そのまま彼女と戦闘に入り、卓越した剣技で美由紀を追い詰める。最終的には、美由紀がトレードマークであった三つ編みを犠牲にして放った変則奥義「射抜・追」で胴体の中心線を貫かれた上に左の刀で右膝を砕かれ、半死の状態に陥った。それでも凄まじい執念で立ち上がり、美由希との戦いを続行しようとするが、駆け付けた警備員からの銃弾を頭に受け転倒。なおも狂的に戦いを望み「もっと、もっと！」と叫びながら、銃弾の乱撃を浴びて絶命した。

## 主題歌
オープニングテーマ
- 『涙の誓い』

作詞・作曲・編曲：高瀬一矢、歌：KOTOKO
エンディングテーマ
- 『君と出会えた季節』

作詞：高瀬一矢・都築真紀、作曲：中沢伴行・高瀬一矢、編曲：中沢伴行、歌：MELL
美由希・那美・晶・レン・桃子&なのは（ノーマルED）のED曲、スポットCM「魔法少女リリカルなのは」挿入歌
- 『See You 〜小さな永遠〜』

作詞：高瀬一矢・都築真紀、作曲・編曲：高瀬一矢、歌：KOTOKO・MELL
フィアッセ・忍・ノエル・隠しシナリオ「花咲くころに会いましょう」のED曲

## 関連作品

### 小説
いずれもKSSノベルズ（ケイエスエス）、神尾丈治著。
- とらいあんぐるハート3 〜Sweet Songs Forever〜 フィアッセ・美由希篇（ISBN 4-87709-540-3）
- とらいあんぐるハート3 〜Sweet Songs Forever〜 忍・ノエル篇（ISBN 4-87709-551-9）
- とらいあんぐるハート3 〜Sweet Songs Forever〜 レン・晶篇（ISBN 4-87709-572-1）
- とらいあんぐるハート3 〜Sweet Songs Forever〜 那美・久遠篇（ISBN 4-87709-585-3）

### アンソロジーコミック
- とらいあんぐるハート3 〜Sweet Songs Forever〜 4コマKINGS（スタジオDNA・ISBN 4-7580-0003-4）

### ファンブック
- とらいあんぐるハート3 〜Sweet Songs Forever〜 ビジュアルファンブック（ソフトバンクパブリッシング・ISBN 4-7973-1586-5）

## OVA
この節ではOVA『とらいあんぐるハート 〜Sweet Songs Forever〜』およびその関連作品について記述する。

### とらいあんぐるハート 〜Sweet Songs Forever〜 サウンドステージVA
2002年8月9日発売。ドラマCD『とらいあんぐるハート's SoundStage』を映像化したミュージッククリップ集。発売元はキングレコード。なお、この中に『魔法少女リリカルなのは オープニングアニメ』というものが収録されているが、テレビアニメとは無関係である。

### とらいあんぐるハート'S SoundStage X
2003年から2004年にかけて全4巻が発売。各作品間の補足的ストーリーやアフターストーリーなどを盛り込んだラジオドラマ仕様となっている。
- とらいあんぐるハート's SoundStageX 1（2003/1/1発売）
  - 『とらハ3OVA』の予告版であり、同時に『とらいあんぐるハート's RadioStage』の番組紹介的なCDでもある。またOVAの１シーンの音声や、楽曲もいくつか収録されている。
- とらいあんぐるハート's SoundStageX 2（2003/8/13発売）
  - 『リリカルおもちゃ箱』と『とらハ3OVA』をつなぐラジオドラマ。『とらハ3』エンディング直後付近がベースで『とらハ3OVA』の前年付近までを描く。
  - なお、本作に収録されているドラマ内でようやく、高町恭也と月村忍が公式カップルとして認められ、これ以降はどのメディアでも『メインヒロインではない公式カップル』として扱われている。
- とらいあんぐるハート's SoundStageX 3（2003/10/22発売）
  - 『リリカルおもちゃ箱』と『とらハ3OVA』をつなぐラジオドラマ。『とらハ3OVA』の直前あたりを描く。『とらハ3』がベースだが、若干『とらハ2』の要素も混じる。
- とらいあんぐるハート's SoundStageX 4（2004/1/21発売）
  - 『とらハ3OVA』がベースの後日談。『とらハ3』がベースだが、前作同様、若干『とらハ2』の要素も混じる。
  - なお、本作品をもって『とらいあんぐるハート』関係のエピソードは終了。時系列的な最新エピソードであると同時にフィナーレ作品でもある。

### とらいあんぐるハート 〜Sweet Songs Forever〜
『とらハ3』本編の4年後を舞台にしたシリーズ完結編。従来の恋愛物・擬似家族空間から離れて、御神流の剣戦アクション物に方向転換が図られる。それに伴い、全年齢対象となる。

#### スタッフ
- 原作：JANIS、ivory、都築真紀
- 監督：新房昭之
- 脚本：都築真紀
- キャラクターデザイン：石野聡
- サブキャラクターデザイン：斎藤哲人、金子誠、鉄羅紀明
- メカ・小物デザイン：村田護郎
- 絵コンテ：斎藤哲人、新留俊哉、しまづ聡行、大沼心
- 演出：草川啓造、雄谷将仁、大沼心
- 作画監督：千葉道徳、金子誠、緒尾佐和、高鉾誠
- 美術監督：渋谷幸弘、片平真司
- 色彩設計：田崎智子
- 撮影監督：森下成一
- 編集：関一彦
- 音楽：佐野広明
- 音響監督：亀山俊樹
- アニメーションプロデューサー：上村修
- プロデューサー：田中辰弥、三嶋章夫
- スーパーバイザー：田中勇
- 制作協力：アークトゥールス
- アニメーション制作：セブン・アークス
- 製作：セブンエイト、キングレコード

#### 主題歌
オープニングテーマ
- 『Trust You're Truth ～明日を守る約束～』

作詞：KOTOKO・都築真紀、作曲・編曲：高瀬一矢、歌：KOTOKO
エンディングテーマ
- 『inside of a wilderness』（第1巻-第3巻）

作詞：都築真紀、作曲：佐野広明、歌：KOTOKO
- 『Sweet Songs ever with you』（第4巻）

作詞：都築真紀、作曲：happy soul man、編曲：安井歩、歌：KOTOKO
挿入歌
- 『Bright wings』

作詞：都築真紀、作曲：happy soul man、編曲：安井歩、歌：KOTOKO
2003年にOVA全4巻が製作、順次発売された（第1巻：、第2巻：、第3巻：、第4巻：）。。

### 各話リスト
| 巻 | タイトル                                        | 発売日         | 備考                   |
| -- | ----------------------------------------------- | -------------- | ---------------------- |
| 1  | とらいあんぐるハート 〜Sweet Songs Forever〜 #1 | 2003年7月24日  | 発売元はキングレコード |
| 2  | とらいあんぐるハート 〜Sweet Songs Forever〜 #2 | 2003年8月27日  | 発売元はキングレコード |
| 3  | とらいあんぐるハート 〜Sweet Songs Forever〜 #3 | 2003年11月27日 | 発売元はキングレコード |
| 4  | とらいあんぐるハート 〜Sweet Songs Forever〜 #4 | 2003年12月26日 | 発売元はキングレコード |

### とらいあんぐるハート'S Radio Stage
2003年4月4日から9月26日までにかけて東海ラジオで金曜26:00〜26:30に放送されたアニラジ。OVAのPR番組。パーソナリティは岩城由奈・鳥居花音・日向裕羅。
ラジオCD